# Keira D'Amato
Keira D'Amato (21 ottobre 1984) è una mezzofondista e maratoneta statunitense.

## Palmarès
| Anno | Manifestazione | Sede     | Evento   | Risultato | Prestazione | Note                                     |
| ---- | -------------- | -------- | -------- | --------- | ----------- | ---------------------------------------- |
| 2022 | Mondiali       | Eugene   | Maratona | 8ª        | 2h23'34"    |                                          |
| 2023 | Mondiali       | Budapest | Maratona | 17ª       | 2h31'35"    | Miglior prestazione personale stagionale |

## Campionati nazionali
2002
- 11ª ai campionati statunitensi juniores, 1500 m piani - 4'35"92

2003
- 7ª ai campionati statunitensi juniores, 3000 m piani - 9'57"65

2007
- 5ª ai campionati statunitensi indoor, miglio - 4'38"74

2021
- Oro ai campionati statunitensi di mezza maratona - 1h07'55"

2022
- Argento ai campionati statunitensi di 25 km su strada - 1h24'05"
- Oro ai campionati statunitensi di 20 km su strada - 1h04'29"

2023
- Argento ai campionati statunitensi di 25 km su strada - 1h24'39"
- 4ª ai campionati statunitensi di 5 km su strada - 15'28"

2024
- 10ª ai campionati statunitensi, 10000 m piani - 32'25"77
- Oro ai campionati statunitensi di 20 km su strada - 1h06'25"
- Argento ai campionati statunitensi di 15 km su strada - 48'30"
- 5ª ai campionati statunitensi di 10 km su strada - 32'13"

## Altre competizioni internazionali
2018
- 46ª alla Maratona di Boston ( Boston) - 2h56'44"

2019
- 17ª alla Maratona di Berlino ( Berlino) - 2h34'55"

2020
- Oro alla Up Dawg Ten-Miler ( Washington), 10 miglia - 51'29"

2021
- 4ª alla Maratona di Chicago ( Chicago) - 2h28'22"

2022
- 6ª alla Maratona di Berlino ( Berlino) - 2h21'48"
- 15ª alla Maratona di New York ( New York) - 2h31'31"

2023
- Oro alla Gold Coast Half Marathon ( Gold Coast) - 1h06'39"